# Valentina Ardean-Elisei
Valentina Ardean-Elisei (ur. 5 czerwca 1982 w Fokszany) – rumuńska piłkarka ręczna, reprezentantka kraju. Obecnie występuje w lidze rumuńskiej, w drużynie C.S. Oltchim RM Valcea. Gra na pozycji lewoskrzydłowej.
W 2005 zdobyła wraz z reprezentacją wicemistrzostwo Świata.
Brązowa medalistka mistrzostw Europy w 2010 r. rozgrywanych w Danii i Norwegii.

## Sukcesy

### reprezentacyjne
Mistrzostwa Świata:
- (2005)

Mistrzostwa Europy:
- (2010)

### klubowe
Mistrzostwo Rumunii:
- (2007, 2008, 2009, 2010, 2011)

Puchar Rumunii:
- (2007, 2011)

Superpuchar Rumunii:
- } (2007)

Puchar Zdobywców Pucharów:
- (2007)

Liga Mistrzyń:
- (2010[1])

## Nagrody indywidualne
- 2005: Najlepsza lewoskrzydłowa mistrzostw Świata (Rosja)
- 2008: Najlepsza lewoskrzydłowa mistrzostw Europy (Macedonia)
- 2015: Najlepsza lewoskrzydłowa Mistrzostw Świata (Dania)